# Scolecenchelys gymnota
Scolecenchelys gymnota är en fiskart som först beskrevs av Bleeker, 1857.  Scolecenchelys gymnota ingår i släktet Scolecenchelys och familjen Ophichthidae. Inga underarter finns listade i Catalogue of Life.